# Список картин Альбрехта Дюрера
Нижче перераховані картини Альбрехта Дюрера (1471 —1528) — німецького живописця, гравера, графіка і теоретика. Одного з найбільших майстрів західноєвропейського Ренесансу.
| Картина | Назва                                             | Рік створення     | Техніка                    | Розміри (см)                                                  | Галерея                                                                                                 |
| ------- | ------------------------------------------------- | ----------------- | -------------------------- | ------------------------------------------------------------- | --- |
|         | Портрет Барбари Дюрер, уродженої Гольпер          | близько 1490      | Дубова дошка, олія         | 47 × 36                                                       | Німеччина, Німецький національний музей, Нюрнберг                                                       |
|         | Альбрехт Дюрер старший з чотками                  | близько 1490      | Дубова дошка, олія         | 47.5 × 39.5                                                   | Італія, Уффіці, Флоренція                                                                               |
|         | Герб альянсу                                      | близько 1490      | Дерево, олія               | 47 × 39                                                       | Італія, Уффіці, Флоренція                                                                               |
|         | Чудесний порятунок потонулого хлопчика з Брегенца | 1490—1493         | Соснова дошка, олія        | 42 × 50                                                       | Швейцарія, Зібрання Гайнца Кістерса, Кройцлінген                                                        |
|         | Автопортрет з чортополохом                        | 1493              | Полотно, олія              | 57 × 45                                                       | Франція, Лувр, Париж                                                                                    |
|         | Ecce Homo                                         | близько 1493      | Дерево, олія               | 30 × 19                                                       | Німеччина, Кунстгалле, Карлсруе                                                                         |
|         | Мадонна з немовлям перед аркою                    | до 1505           | Дерево, олія               | 48 × 36                                                       | Італія, Фонд Маньяні-Рокка, Траверсетоло                                                                |
|         | Портрет Фрідріха III Мудрого                      | 1496              | Полотно, темпера           | 76 × 57                                                       | Німеччина, Берлінська картинна галерея, Берлін                                                          |
|         | Дрезденський вівтар                               | 1496—1497         | Полотно, олія              | 117 × 96,5 (центральна панель) 114 × 45 (кожна бічна панель)  | Німеччина, Галерея старих майстрів, Дрезден                                                             |
|         | Святий Ієронім у пустелі                          | близько 1495—1496 | Дерево, олія               | 23 × 17                                                       | Велика Британія, Лондонська Національна галерея, Лондон                                                 |
|         | Сім скорбот                                       | близько 1500      | Дерево, олія               | 189 × 138                                                     | Німеччина, Стара пінакотека, Мюнхен Німеччина, Галерея старих майстрів, Дрезден                         |
|         | Портрет батька Альбрехта Дюрера у віці 70 років   | близько 1497      | Дерево, олія               | 51 × 40,3                                                     | Велика Британія, Лондонська Національна галерея, Лондон                                                 |
|         | Дівчина з розпущеним волоссям                     | 1497              | Полотно, олія              | 56 × 43                                                       | Німеччина, Штеделівський художній інститут, Франкфурт-на-Майні                                          |
|         | Портрет молодої дівчини з високою зачіскою        | близько 1497      | Полотно, олія              | 56,5 × 42,5                                                   | Німеччина, Берлінська картинна галерея, Берлін                                                          |
|         | Чоловічий портрет на зеленому тлі                 | 1497—1498         | Пергамент на дереві, олія  | 24,2 × 20                                                     | Швейцарія, Зібрання Гайнца Кістерса, Кройцлінген                                                        |
|         | Автопортрет                                       | 1498              | Дерево, олія               | 52 × 41                                                       | Іспанія, Прадо, Мадрид                                                                                  |
|         | Оплакування Христа                                | 1498              | Дерево, олія               | 147 × 118                                                     | Німеччина, Німецький національний музей, Нюрнберг                                                       |
|         | Мадонна Галлера                                   | 1496–1499         | Дерево, олія               | 52,4 × 42,2                                                   | США, Національна галерея мистецтва, Вашингтон                                                           |
|         | Втеча Лота                                        | 1496–1499         | Дерево, олія               | 52,4 × 42,2                                                   | США, Національна галерея мистецтва, Вашингтон                                                           |
|         | Комбінований герб сімей Тухер і Рейтер            | 1499              | Дерево, олія               | 28 × 24                                                       | Німеччина, Замок-музей, Веймар                                                                          |
|         | Портрет Ганса Тухера                              | 1499              | Дерево, олія               | 28 × 24                                                       | Німеччина, Замок-музей, Веймар                                                                          |
|         | Портрет Феліцітас Тухер                           | 1499              | Дерево, олія               | 28 × 24                                                       | Німеччина, Замок-музей, Веймар                                                                          |
|         | Портрет Елізаббет Тухер                           | 1499              | Дерево, олія               | 29 × 23                                                       | Німеччина, Кассельська картинна галерея, Кассель                                                        |
|         | Портрет Освальта Креля                            | 1499              | Дерево, олія               | 50 × 39 (центральна панель) 50 × 16 (кожна бічна панель)      | Німеччина, Стара пінакотека, Мюнхен                                                                     |
|         | Портрет невідомого в червоному                    | близько 1499      | Дерево, олія               | 52 × 40                                                       | Італія, Академія Каррари, Бергамо                                                                       |
|         | Автопортрет в одязі, оздобленого хутром           | 1500              | Дерево, олія               | 67 × 49                                                       | Німеччина, Стара пінакотека, Мюнхен                                                                     |
|         | Геркулес і стимфалійські птахи                    | 1500              | Дерево, олія               | 87 × 110                                                      | Німеччина, Німецький національний музей, Нюрнберг                                                       |
|         | Вівтар Паумгартнерів                              | близько 1500      | Дерево, олія               | 155 × 126,1 (центральна панель) 151 × 61 (кожна бічна панель) | Німеччина, Стара пінакотека, Мюнхен                                                                     |
|         | Оплакування Христа                                | близько 1500      | Дерево, олія               | 151 × 121                                                     | Німеччина, Стара пінакотека, Мюнхен                                                                     |
|         | Мадонна з немовлям біля грудей                    | 1503              | Дерево, олія               | 24,1 × 18,3                                                   | Австрія, Музей історії мистецтв, Відень                                                                 |
|         | Вівтар Ябаха                                      | близько 1503—1504 | Дерево, олія               | 94 × 51 (ліва панель) 94 × 57 (права панель)                  | Німеччина, Штеделівський художній інститут, Франкфурт-на-Майні Німеччина, Музей Вальрафа-Ріхарца, Кельн |
|         | Поклоніння волхвів                                | 1504              | Дерево, олія               | 99 × 113,5                                                    | Італія, Уффіці, Флоренція                                                                               |
|         | Портрет чоловіка                                  | близько 1504      | Дерево, олія               | 43 × 29                                                       | Угорщина, Музей образотворчих мистецтв, Будапешт                                                        |
|         | Портрет молодої венеційки (1505)                  | 1505              | Дерево, олія               | 32,5 × 24,5                                                   | Австрія, Музей історії мистецтв, Відень                                                                 |
|         | Спаситель Світу                                   | 1505              | Дерево, олія               | 58,1 × 47                                                     | США, Метрополітен-музей, Нью-Йорк                                                                       |
|         | Портрет Буркгарда Шпеєра                          | 1506              | Дерево, олія               | 31,7 × 26                                                     | Велика Британія, Королівська колекція                                                                   |
|         | Свято розалій                                     | 1506              | Дерево, олія               | 162 × 194,5                                                   | Чехія, Національна галерея, Прага                                                                       |
|         | Портрет молодого чоловіка                         | 1506              | Дерево, олія               | 50 × 40                                                       | Італія, Палаццо Россо, Генуя                                                                            |
|         | Мадонна з чижиком                                 | 1506              | Дерево, олія               | 91 × 76                                                       | Німеччина, Берлінська картинна галерея, Берлін                                                          |
|         | Христос серед вчителів                            | 1506              | Дерево, олія               | 64,3 × 80,3                                                   | Іспанія, Музей Тіссена-Борнеміси, Мадрид                                                                |
|         | Портрет молодої венеційки (1506)                  | 1506–1507         | Дерево, олія               | 28,5 × 21,5                                                   | Німеччина, Берлінська картинна галерея, Берлін                                                          |
|         | Адам і Єва                                        | 1507              | Дерево, олія               | 209 × 81 (кожна дошка)                                        | Іспанія, Прадо, Мадрид                                                                                  |
|         | Портрет молодого чоловіка                         | 1507              | Дерево, олія               | 35 × 29                                                       | Австрія, Музей історії мистецтв, Відень                                                                 |
|         | Алегорія жадібності                               | 1507              | Дерево, олія               | 35 × 29                                                       | Австрія, Музей історії мистецтв, Відень                                                                 |
|         | Портрет дівчини                                   | 1507              | Дерево, олія               | 30 × 20                                                       | Німеччина, Берлінська картинна галерея, Берлін                                                          |
|         | Мучеництво десяти тисяч християн                  | 1508              | Полотно, олія              | 101 × 89                                                      | Австрія, Музей історії мистецтв, Відень                                                                 |
|         | Вівтар Геллера (копія)                            | 1508–1509         | Дерево, темпера і олія     | 189 × 138 (центральна частина)                                | Німеччина, Історичний музей, Франкфурт-на-Майні                                                         |
|         | Святе сімейство                                   | 1509              | Дерево, олія               | 31 × 39                                                       | Нідерланди, Музей Бойманса — ван Бьонінгена, Роттердам                                                  |
|         | Поклоніння Святій Трійці (Вівтар Ландауера)       | 1511              | Дерево, олія               | 135 × 123                                                     | Австрія, Музей історії мистецтв, Відень                                                                 |
|         | Мадонна з немовлям і шматком груші                | 1512              | Дерево, олія               | 49 × 37                                                       | Австрія, Музей історії мистецтв, Відень                                                                 |
|         | Імператор Карл Великий та імператор Сигізмунд     | близько 1512      | Дерево, олія і темпера     | 215 × 115 (кожна дошка з рамою)                               | Німеччина, Німецький національний музей, Нюрнберг                                                       |
|         | Мадонна з гвоздикою                               | 1516              | Дерево, олія               | 36 × 25                                                       | Німеччина, Стара пінакотека, Мюнхен                                                                     |
|         | Портрет Міхаеля Вольгемута                        | 1516              | Дерево, олія і темпера     | 29 × 27                                                       | Німеччина, Німецький національний музей, Нюрнберг                                                       |
|         | Портрет священника                                | 1516              | Пергамент на тканині, олія | 41,7 × 32,7                                                   | США, Національна галерея мистецтва, Вашингтон                                                           |
|         | Апостоли Філіпп і Яків                            | 1516              | Дошка, темпера             | 45 × 38; 45 × 37                                              | Італія, Уффіці, Флоренція                                                                               |
|         | Самогубство Лукреції                              | 1518              | Дерево, олія               | 168 × 74                                                      | Німеччина, Стара пінакотека, Мюнхен                                                                     |
|         | Діва Марія, що молиться                           | 1518              | Дерево, олія               | 53 × 43                                                       | Німеччина, Берлінська картинна галерея, Берлін                                                          |
|         | Мадонна з немовлям і святою Анною                 | 1519              | Полотно, олія і темпера    | 60 × 50                                                       | США, Метрополітен-музей, Нью-Йорк                                                                       |
|         | Портрет Якоба Фуггера                             | близько 1520      | Полотно, темпера           | 69 × 53                                                       | Німеччина, Державна галерея старих майстрів, Аугсбург                                                   |
|         | Портрет імператора Максиміліана I                 | 1519              | Дерево, олія               | 73 × 61,5                                                     | Австрія, Музей історії мистецтв, Відень                                                                 |
|         | Портрет імператора Максиміліана I                 | 1519              | Холст, темпера             | 83 × 65                                                       | Німеччина, Німецький національний музей, Нюрнберг                                                       |
|         | Чоловічий портрет                                 | 1520              | Полотно на дереві, темпера | 40 × 30                                                       | Франція, Лувр, Париж                                                                                    |
|         | Голова жінки                                      | близько 1520      | Полотно, темпера           | 25,5 × 21,5                                                   | Франція, Національна бібліотека Франції, Париж                                                          |
|         | Портрет Бернгарта фон Резена                      | 1521              | Дерево, олія               | 45,4 × 31,5                                                   | Німеччина, Галерея старих майстрів, Дрезден                                                             |
|         | Чоловічий портрет (Родріго де Альмада)            | 1521              | Дерево, олія               | 50 × 32                                                       | США, Музей Ізабелли Стюарт Гарднер, Бостон                                                              |
|         | Святий Ієронім у келії                            | 1521              | Дерево, олія               | 60 × 48                                                       | Португалія, Національний музей старовинного мистецтва, Лісабон                                          |
|         | Портрет невідомого в береті і з сувоєм            | 1521              | Дерево, олія               | 50 × 36                                                       | Іспанія, Прадо, Мадрид                                                                                  |
|         | Мадонна з немовлям і святою Анною                 | 1523              | Дерево, олія               | 75 × 64,5                                                     | Польща, Музей зібрання Іоанна Павла II, Варшава                                                         |
|         | Мадонна з немовлям і грушею                       | 1526              | Дерево, олія               | 43 × 31                                                       | Італія, Уффіці, Флоренція                                                                               |
|         | Портрет Якоба Муффеля                             | 1526              | Полотно, олія              | 48 × 36                                                       | Німеччина, Берлінська картинна галерея, Берлін                                                          |
|         | Портрет Ієроніма Гольцшуера                       | 1526              | Дерево, олія               | 51 × 37                                                       | Німеччина, Берлінська картинна галерея, Берлін                                                          |
|         | Портрет Йоганнеса Клебергера                      | 1526              | Дерево, олія               | 36,5 × 36,5                                                   | Австрія, Музей історії мистецтв, Відень                                                                 |
|         | Чотири апостоли                                   | 1526              | Дерево, олія               | 212,8 × 76,2 (кожна дошка)                                    | Німеччина, Стара пінакотека, Мюнхен                                                                     |
|         | Шлях на Голгофу                                   | 1527              | Дерево, олія               | 32 × 47                                                       | Італія, Академія Каррара, Бергамо                                                                       |